# 舒于东
舒于东（1975年12月—），男，生于浙江绍兴嵊州市，舒能电器创始人、董事长。

## 履历
1997年毕业于浙江银行学校。
2001年6月至2006年随父创业。
2006年至今创立浙江舒能电器有限公司任董事长、浙商理事会理事。